# Compagnie France du Cycles
CFC is een Frans historisch merk van motorfietsen. De bedrijfsnaam was: Compagnie France du Cycles.
Deze fietsenfabriek begon in 1903 motorfietsen te produceren met fietsframes waarin 1¾ pk eencilinder-kop/zijklepmotoren werden gemonteerd. De productie eindigde al in 1906.
In deze allereerste jaren van het bestaan van motorfietsen hadden motorfietsmerken geen hoge overlevingskans. Tot halverwege de jaren tien was de motorfiets nog iets "nieuws", maar daarna werd de automobiel populair en kwam er ook wetgeving die de snelheid sterk beperkte, variërend van "de snelheid van een voetganger" tot "de draf van een paard". Daardoor ging de interesse van het publiek over en bedrijven als de Compagnie France du Cycles, die ook nog inkomen hadden van de fabricage van fietsen, haakten als eerste af.